# Ольковский, Павел
Павел Ольковский (пол. Paweł Olkowski; 13 февраля 1990 года, Озимек, Польша) — польский футболист, защитник польского клуба «Гурник Забже».

## Клубная карьера
Родившийся в польском Озимеке Павел Ольковский начинал свою карьеру футболиста в клубе «Гварек Забже». В июле 2010 года он был отдан в аренду на год команде «Катовице». В июле 2011 года Ольковский перешёл в другой клуб из Забже, «Гурник», заключив с ним трёхлетний контракт.
1 июля 2014 года Ольковский стал футболистом немецкого клуба «Кёльн», присоединившись к нему на правах свободного агента.
10 июля 2018 года защитник перешёл в команду английского Чемпионшипа «Болтон Уондерерс», оформив с ней двухлетний контракт. Ольковский дебютировал за «Болтон» 4 августа 2018 года, в победном матче с клубом «Вест Бромвич Альбион».
9 июля 2019 года польский защитник перешёл в «Газиантеп», впервые вышедший тогда в турецкую Суперлигу.
27 мая 2022 года было объявлено, что Павел Ольковский подписал двухлетний контракт с клубом «Гурник Забже».

## Международная карьера
Павел Ольковский играл за молодежные сборные Польши до 19 лет и до 21 года.
15 ноября 2013 года он дебютировал в составе основной сборной Польши в товарищеском матче против Словакии, начав игру в стартовом составе.